# Edifício Malakoff
Edifício Malakoff foi um edifício existente na Praça XV de Novembro, no Centro Histórico de Porto Alegre, de meados do século XIX até 1957. Com quatro pavimentos, o prédio é atualmente considerado o primeiro "arranha-céu" da cidade.  Enquanto seu térreo era ocupado por instalações comerciais, nos outros três andares existiam apartamentos e escritórios.
Foi durante cinco décadas o edifício mais alto de Porto Alegre, título que passaria a ser do Grande Hotel em 1918, do Cinema Imperial em 1931, do Edifício Sulacap em 1949 e do Edifício Santa Cruz em 1958.
Embora não haja consenso sobre as datas de início e término da construção, é possível encontrar citações de conclusão das obras em 1860 ou 1868. A edificação, que apresentava originalmente uma arquitetura muito simples em estilo colonial, teve elementos arquitetônicos neoclássicos acrescentados em reforma realizada em 1905.

## História

### Construção

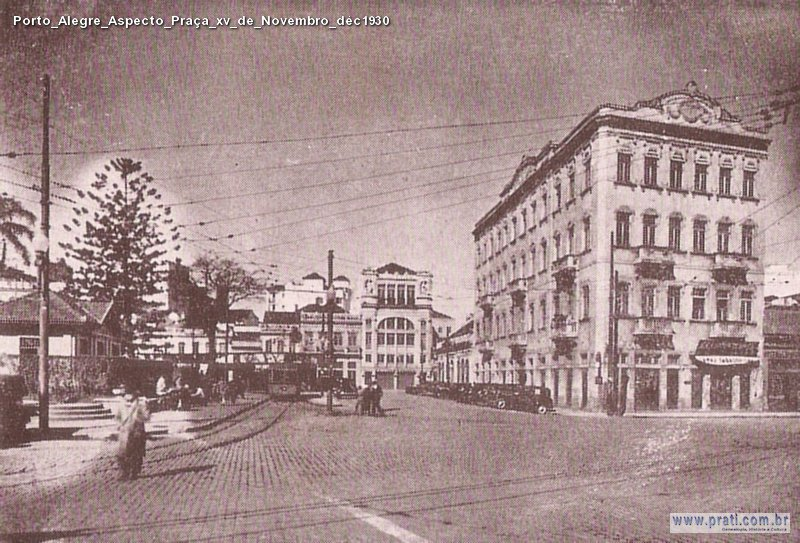
Praça XV de Novembro na década de 1930

Não há consenso sobre as datas de início e término da construção. É possível encontrar citações que mencionam a conclusão das obras em 1860 ou 1868. Entretanto, com base nas atas da Câmara Municipal, sabe-se que até o início de 1863 o terreno em que o prédio foi construído era uma área vazia que servia para despejo de lixo e resíduos.
A execução foi realizada pelo empreiteiro João Batista Soares da Silveira e Souza (1800-1870), açoriano responsável pela construção da Ponte de Pedra (1846), inaugurada em 1848, e do Theatro São Pedro (1833), inaugurado em 1858.

### Origem do nome
O nome do prédio foi inspirado em evento ligado à Guerra da Crimeia (1853-1856). Aquiles Porto-Alegre (1848-1926) escreveu que a população comparou o edifício de Porto Alegre à torre que foi ponto de resistência russa na Batalha de Malakoff (1855), em Sebastopol.

### Demolição
Em 19 de fevereiro de 1948, um grande incêndio atingiu o Edifício Malakoff. Na ocasião, os bombeiros subiram ao último andar do Edifício Guaspari (1936) para jogar água sobre o velho imóvel. Em 1949, outro princípio de incêndio voltou a atingir o prédio, nos fundos da loja Irmãos Cauduro.
Em 15 de março de 1956, o desabamento do forro de um café resultou na queda de partes do piso do primeiro andar do prédio, episódio em que seis pessoas se feriram. A análise dos bombeiros sobre o fato, que apontou o apodrecimento das madeiras como causa do acidente, acelerou o processo de demolição do primeiro arranha-céu da capital gaúcha. Por representar risco para vizinhos e pedestres, o terminal dos bondes da Praça XV de Novembro precisou ser interditada. Poucos meses depois, a prefeitura ingressou com ação contra os proprietários para a demolição do edifício devido ao péssimo estado de conservação.
 

O Edifício Malakoff foi demolido em 1957. No local, está atualmente o Edifício Delapieve, ao lado do Edifício Guaspari (1936).